# فرانسواز ديفريس
فرانسواز ديفريس (21 أغسطس 1913 - 17 فبراير 1972) لاعب كرة قدم بلجيكي راحل كان يجيد اللعب في خط الهجوم.
لعب طوال مسيرته الرياضية في أندية رويال أنتويرب (1924-1941) لوفوريستواز (1941-1952).
مثل منتخب بلجيكا في 34 مباراة مسجلا 19 هدف (1931-1939). شارك مع منتخب بلجيكا في بطولة كأس العالم 1934 في إيطاليا حيث خرج من الدور الثمن النهائي.

## وصلات خارجية
- فرانسواز ديفريس على موقع الاتحاد الدولي (مؤرشف)  (الإنجليزية)
- فرانسواز ديفريس على موقع الاتحاد البلجيكي (الإنجليزية)
- فرانسواز ديفريس على موقع قاعدة بيانات كرة القدم.إي يو (الإنجليزية)
- فرانسواز ديفريس على موقع ناشيونال فوتبول تيمز (الإنجليزية)
- فرانسواز ديفريس على موقع عالم كرة القدم.نت (الإنجليزية)

- سيرة ذاتية